# Anthony Milone
Anthony Michael Milone (ur. 24 września 1932 w Omaha, Nebraska, zm. 17 maja 2018 tamże) – amerykański duchowny katolicki, biskup Great Falls-Billings w latach 1987–2006.

## Życiorys
Do kapłaństwa przygotowywał się w seminarium w Conception, a także w Kolegium Ameryki Płn. i na Uniwersytecie Gregoriańskim w Rzymie. Święcenia kapłańskie otrzymał 15 grudnia 1957 i inkardynowany został do rodzinnej archidiecezji Omaha.
10 listopada 1981 papież Jan Paweł II mianował go biskupem pomocniczym Omaha ze stolicą tytularną Plestia. Sakry udzielił mu sam papież.
14 grudnia 1987 mianowany ordynariuszem Great Falls-Billings w Montanie. Na emeryturę przeszedł 12 lipca 2006 z powodów zdrowotnych.